# USS Wainwright (DD-419)
L'USS Wainwright (DD-419) va ser un destructor de classe Sims de l'època de la Segona Guerra Mundial al servei de la Marina dels Estats Units. El vaixell va ser nomenat en honor al tinent Jonathan Mayhew Wainwright, Jr., USN; el seu fill, el mestre Jonathan Wainwright, III, USN; el seu cosí, el comandant Richard Wainwright, USN; i també el contraalmirall Richard Wainwright, USN.
Al Wainwright se li va col·locar la quilla el 7 de juny de 1938 a la drassana naval de Norfolk; avarat l'1 de juny de 1939; batejat per la senyora Henry Meiggs; i entrà en servei el 15 d'abril de 1940.

## Historial de serveis

### Segona Guerra Mundial
Després de l'emergència, el Wainwright va començar a treballar amb la Flota de l'Atlàntic juntament amb la Patrulla de la Neutralitat que havia estat establerta pel president Franklin D. Roosevelt poc després que esclatés la Segona Guerra Mundial a Europa a principis de setembre de 1939 per evitar que les hostilitats s'estenguessin a l'hemisferi occidental. Just abans de l'obertura de les hostilitats entre el Japó i els Estats Units, el Wainwright es va embarcar en una missió que indicava una acceleració de la deriva gradual dels Estats Units cap al camp aliat. Va sortir de Halifax, Nova Escòcia, el 10 de novembre, com a unitat de la pantalla del Convoy WS-12X, un comboi de vaixells totalment nord-americà que transportava tropes britàniques i de la Commonwealth a través del Cap de Bona Esperança fins a Bàssora al Pròxim Orient. El comboi va anar primer cap a Trinitat, a les Índies Occidentals Britàniques, per tal que els destructors "de cames curtes" poguessin repostar-hi abans de començar la llarga etapa de l'Atlàntic Sud del viatge cap a Ciutat del Cap. Allà, el comboi havia de ser lliurat a l'Almirallat britànic per obtenir ordres i protecció, i els destructors havien de girar-se i tornar a casa.
El comboi va arribar a Ciutat del Cap el 9 de desembre de 1941, dos dies després de l'atac japonès a Pearl Harbor i dos dies abans que Alemanya i Itàlia declaressin la guerra als Estats Units. Aquest canvi de panorama estratègic va provocar canvis en les destinacions dels transports. Alguns van anar a Suez i d'allí a Austràlia, mentre que altres van portar reforços a la "fortalesa" condemnada de Singapur. Els destructors nord-americans d'escorta van tornar als Estats Units, però aquesta vegada es van fer a la mar com a bel·ligerants de ple dret.

#### 1942
Quan va tornar a la costa est, el Wainwright va reprendre les seves patrulles. La seva tasca, però, va agafar una nova complexió. Ja no només intentava evitar la propagació de les hostilitats a l'hemisferi occidental, sinó que va patrullar per protegir les costes nord-americanes i el trànsit marítim al llarg de la seva costa de la flota submarina d'Alemanya. Aquest deure va continuar fins a mitjans de març de 1942, quan el vaixell de guerra va rebre ordres d'unir-se a la flota britànica com a part d'una força nord-americana composta pel Wasp, North Carolina, Washington, Tuscaloosa, Wichita i set destructors més. El 25 de març, va sortir de Casco Bay, Maine, en companyia de Wasp, Washington , Wichita , Tuscaloosa i els destructors del 8è Esquadró de Destructors (DesRon 8), amb el comandant DesRon 8 (ComDesRon 8) embarcat. (Aquesta participació de la Marina dels Estats Units va permetre a la Royal Navy alliberar vaixells per a la invasió de Madagascar). La unitat de tasca va arribar a Scapa Flow, a les illes Orcades al nord de les illes Britàniques, el 3 d'abril.
Fins a la tardor de 1942, el Wainwright va participar en operacions de combois entre Islàndia, les Orcades i el nord de Rússia. Durant aquest període, va tenir freqüències freqüents amb avions de la Luftwaffe i submarins de la Kriegsmarine. La seva trobada més famosa i més exitosa amb l'enemic es va produir tres mesos després que ella arribés a aigües europees mentre el destructor protegia els combois del nord de Rússia. Aleshores va formar part de la força de cobertura del desafortunat comboi PQ 17, que va fer la carrera d'Islàndia a Arcàngel. La força, construïda al voltant del London, el Tuscaloosa, el Wichita, el Norfolk, el Wainwright, el Rowan i set destructors britànics, va sortir de Seydisfjord, Islàndia, l'1 de juliol.
El PQ 17 va patir atacs de la Luftwaffe i dels submarins els dies 2 i 3 de juliol, però el Wainwright no es va involucrar directament fins al 4 de juliol. A mitja tarda, el destructor es va unir al comboi per repostar des de l'Aldersdale. De camí cap a la cita, el vaixell de guerra va ajudar el comboi a rebutjar dos atacs d'avions torpediners. Durant el primer, el seu foc de llarg abast va mantenir els sis avions enemics a una distància suficient per fer que els seus torpedes fossin totalment inexactes. El segon va ser un accident d'un sol avió en el qual el vaixell de guerra va expulsar fàcilment el torpediner solitari. Durant l'atac de bombardeig en picada posterior, va esquivar l'enemic amb facilitat, la bomba més propera va caure a almenys 150 iardes (140 m) de distància.
Després d'aquest atac, una pausa de dues hores en l'acció va permetre a el Wainwright reprendre la seva missió original, reposant, però l'enemic va tornar cap a les 18:20 hores. En veure 25 Heinkel 111 apropant-se per l'horitzó sud, el vaixell de guerra va girar cap a port per netejar el comboi. En aquell moment, els Heinkel es van dividir en dos grups per a l'atac; una al seu quart d'estribord i l'altra a la seva proa d'estribord. El Wainwright va treure el grup del seu quart sota el foc a una distància extrema, a uns 10.000 iardes (9,1 km) de distància, i va mantenir el seu foc fins que va posar en perill el comboi. En aquell moment, va desplaçar la seva atenció cap a l'atac d'arc més perillós. El seu foc contra aquell grup va resultar tan efectiu que només un avió va aconseguir penetrar les seves defenses per fer la seva caiguda entre el Wainwright i el comboi. Tots els altres van deixar caure amb prudència els seus torpedes a uns 1.000 iardes (900 m) a 1.500 iardes (1.400 m) del destructor. Això va donar lloc a una carrera de torpedes cap al propi comboi de més de 4.000 iardes (4.000 m). Els vaixells del comboi van esquivar fàcilment els torpedes que s'acostaven des de la proa, però els torpedes que venien des del quart d'estribord van trobar les seves marques, el William Hooper i l'Azerbaidjan. El Wainwright , però, havia defensat amb èxit. Els seus artillers antiaeris van danyar tres o quatre avions enemics i, en general, van desanimar els assaltants de pressionar cap a casa el seu atac amb el vigor necessari per a un major èxit.
Poc després d'aquest atac, cap a les 19:00 hores, el Wainwright es va separar del comboi PQ 17 per unir-se a la seva pròpia unitat de treball, i després es va dirigir a fer front a la suposada amenaça que suposava la possible sortida d'una força de superfície alemanya construïda al voltant del Tirpitz, l'Admiral Scheer i l'Admiral Hipper. El comboi PQ 17, nu davant l'enemic després que la Força de Suport es retirés per enfrontar-se a un perill que mai es va materialitzar, es va dispersar. Cada vaixell va intentar arribar al nord de Rússia com va poder. Els avions de la Luftwaffe i els submarins de la Kriegsmarine van aconseguir que pocs ho van assolissin. Després de més de tres setmanes de jocs individuals d'amagatall amb els alemanys, els últims grups de vaixells PQ 17 van arribar a Arcàngel el 25 de juliol. L'operació Rosselsprung, com els alemanys van anomenar l'acció, havia resultat un èxit aclaparador. Va costar als Aliats més de dos terços dels vaixells del PQ 17. No obstant això, la breu associació de Wainwright amb el comboi probablement va salvar a diversos altres de ser afegits a la llista de víctimes.
El Wainwright va continuar escortant els combois de l'Atlàntic durant l'estiu i la tardor de 1942. No obstant això, no es va produir cap acció com la que va trobar el 4 de juliol. No va ser fins que es va produir la primera operació amfíbia a gran escala del teatre d'Europa-Àfrica-Orient Mitjà al novembre que va tornar a enfrontar-se amb l'enemic de debò.
Per a la invasió del Marroc francès, el Wainwright va ser assignat a la pantalla de quatre destructors del Covering Group (Task Group 34.1) construït al voltant del Massachusetts, el Tuscaloosa i del Wichita . Reunit a Casco Bay, Maine, aquest grup es va posar en marxa el 24 d'octubre i, dos dies després, es va trobar amb la resta de la Task Force 34 (TF 34), que havia sortit des de Hampton Roads . El grup de treball va arribar a la costa marroquina la nit del 7 al 8 de novembre. La invasió estava programada per a les hores prèvies a l'alba del matí següent. La Força de Cobertura va plantejar la doble missió de protegir els transports en cas d'una sortida de les unitats de superfície pesades franceses amb base a Dakar i d'impedir una sortida de les forces lleugeres franceses amb base a Casablanca.
Per al Wainwright, la batalla naval de Casablanca es va obrir poc abans de les 7:00 el 8 de novembre quan els seus artillers antiaeris es van unir als dels altres vaixells de la Força de Cobertura per fugir dos avions francesos de Vichy. Més tard aquell matí, els submarins, els destructors i el creuer Primauget amb base a Casablanca van sortir per oposar-se als desembarcaments, ja en curs a Fedhala. El Wainwright es va unir al Massachusetts, al Tuscaloosa, al Wichita i els altres tres destructors per aturar aquest atac. Els seus esforços van costar molt als francesos. Quatre destructors de Vichy i vuit submarins van ser enfonsats, mentre que el creuer lleuger i dos líders de destructors van patir danys paralizants. A més de la seva participació en el compromís amb els vaixells de guerra francesos, el Wainwright també va participar en els duels intermitents de canons amb bateries a terra.
Durant els tres dies següents, el Wainwright va romandre davant de la costa marroquina donant suport a la invasió. L'exèrcit va arribar a Casablanca la nit del 10 de novembre, i els francesos van capitular l'endemà al matí. El 12 de novembre, el Covering Force, amb el Wainwright a la pantalla, va navegar cap a casa. El destructor va arribar a Nova York el 21 de novembre i va començar immediatament un període de reparació de dues setmanes.

#### 1943
A continuació, després d'un breu període d'entrenament, el Wainwright va reprendre el servei amb combois transatlàntics. Durant els sis mesos següents, es va dedicar a protegir els vaixells mercants que feien el viatge als ports del nord d'Àfrica. Durant la seva estada a Casablanca després d'un d'aquests viatges, va acollir un grup de dignataris marroquins, inclòs Sidi Mohammed, el sultà del Marroc. Durant una altra operació de comboi, va ajudar a detectar el convoi UGS-6 que va perdre cinc dels seus 45 vaixells a causa dels torpedes dels submarins. Quan no es dedicava al servei de comboi de l'Atlàntic, es va entrenar amb altres vaixells de la flota de l'Atlàntic i va patir breus reparacions en diversos ports nord-americans.
El juny de 1943, el Wainwright va tornar al nord d'Àfrica per fer servir combois entre els ports de la costa mediterrània del nord d'Àfrica que la van ocupar fins a la invasió de Sicília al juliol. Per a aquesta operació, el Wainwright va ser assignat al TG 80.2, el Grup d'Escortes. La força va arribar a la costa siciliana la nit del 9 al 10 de juliol, i les tropes d'assalt van desembarcar l'endemà al matí. Durant la campanya, el Wainwright va protegir els transports de l'activitat aèria i submarina enemiga. Mentre patrullava a Palerm el 26 de juliol, una formació de bombarders mitjans Junkers Ju 88 bimotors va atacar el seu grup. Dos accidents gairebé van inundar les dues sales de màquines principals a Mayrant, i el Wainwright es va unir per escortar el vaixell de guerra afectat fins al port sota remolc. Més tard, va donar suport als moviments amfibis de "salt-granota" emprats pel major general George S. Patton en el seu avenç pel nord de Sicília fins a l'estret de Messina. Durant la seva estada a les aigües sicilianes, el destructor també va donar suport a les operacions d'escombratge de mines i va dur a terme escombratges anti-navegació. A mitjans d'agost, va tornar al nord d'Àfrica a Mers-el-Kébir, Algèria, on va romandre fins a principis de setembre. El 5 de setembre, va reprendre el servei de comboi, aquesta vegada entre el nord d'Àfrica i Sicília, evitant sovint els atacs aeris de la Luftwaffe. Itàlia pròpiament dita havia estat envaïda a principis de setembre, i a finals d'octubre, el vaixell de guerra va ser cridat a bombardejar les instal·lacions enemigues al voltant de Nàpols en suport de l'avanç del Cinquè Exèrcit cap a aquella ciutat.
Va reprendre el servei de comboi poc després. El seu següent contacte notable amb l'enemic va arribar el 13 de desembre. Mentre realitzava una escombrada antisubmarina a 10 milles (16 km) al nord d'Alger en companyia del Niblack, del Benson i del Calpe, va entrar en contacte amb l'U-593. Primer el Wainwright i després el Calpe van atacar amb càrregues de profunditat. Aquests atacs van portar el submarí a la superfície i els equips d'armes del Wainwright van anar a treballar-hi. En menys de dos minuts, la tripulació alemanya va començar a abandonar el seu vaixell. El Wainwright va respondre amb una partida d'embarcament. Els mariners nord-americans van rescatar supervivents però no van poder salvar l'U-boat. Després de tornar a Alger i lliurar els seus presoners a les autoritats britàniques allà, va reprendre les tasques de comboi i patrulla a les aigües del nord d'Àfrica.

#### 1944
A principis de 1944, va donar suport a les tropes que intentaven escapar dels caps de platja d'Anzio i Nettuno a la part continental italiana. Aquests deures la van ocupar fins a principis de febrer quan va rebre ordres de tornar als Estats Units. Va tornar a casa al vapor en companyia d'e l'Ariel (AF-22) i del Niblack a través de Ponta Delgada a les Açores, va arribar a Nova York el 12 de febrer i va entrar allà a la drassana de la marina per a una revisió de tres setmanes. Quan aquesta tasca es va acabar el 6 de març, el destructor va començar 13 mesos d'escorta i servei d'entrenament al llarg de la costa est.

#### 1945
Aquesta rutina va acabar el 27 d'abril de 1945 quan va passar pel Canal de Panamà cap a l'oceà Pacífic. Després d'una parada a San Diego, Califòrnia i exercicis fora de Pearl Harbor, el vaixell de guerra es va dirigir cap al Pacífic occidental. Va arribar a Ulithi el 13 de juny i durant els dos mesos següents va navegar entre diverses illes de la zona. Va visitar Iwo Jima, Okinawa, Saipan, Guam i Eniwetok. El 12 d'agost, va sortir de l'últim atol en companyia del TF 49 amb destinació a les illes Aleutianes. Mentre estava a mar, la capitulació japonesa va posar fi a les hostilitats. Quatre dies després, el vaixell va entrar a Adak, Alaska. Va romandre allà fins l'últim dia del mes quan va començar amb el TF 92, amb destinació a Honshū, Japó. El Wainwright va arribar a Ominato Ko el 12 de setembre i va començar un període de servei de sis setmanes en suport de les forces d'ocupació. Aquest deure va acabar el 30 d'octubre i el vaixell de guerra va tornar cap als Estats Units.

### Postguerra
Després de fer parades a l'atol de Midway i Pearl Harbor, el Wainwright va arribar a San Diego el 16 de desembre.
El destructor va romandre a San Diego en estat inactiu fins a la primavera de 1946. En aquell moment, va ser designat com a vaixell objectiu per a les proves atòmiques que es realitzarien a l'atol de Bikini aquell estiu. Va sobreviure a les dues explosions a Bikini al juliol. El 29 d'agost de 1946 va ser donat de baixa. El Wainwright va romandre a Bikini gairebé dos anys sota inspecció intermitent per part de científics que avaluaven els efectes de les proves de l'Operació Cruïlla. Finalment, va ser remolcat al mar el juliol de 1948 i enfonsat com a objectiu el 5 de juliol. El seu nom va ser eliminat del Registre de Vaixells Navals el 13 de juliol de 1948.

## Condecoracions
- Medalla del Servei de Defensa Americana amb fermall "FLEET" i distinctiu "A".
- Medalla de la Campanya Europea, Africana i de l'Orient Mitjà amb set estrelles de batalla
- Medalla de la Campanya Asiàticopacífica
- Medalla de la Victòria de la Segona Guerra Mundial
- Medalla de l'Armada del Servei d'Ocupació amb fermall "ASIA".